# Netelia (Netelia)
Netelia (Netelia) – podrodzaj błonkoskrzydłych z rodziny gąsienicznikowatych i podrodziny Tryphoninae.
Podrodzaj ten wyróżnia się kombinacją kilku cech. Głowa z żeberkiem na potylicy i obszarem między przyoczkami brązowym do czarnego. Boczne żeberka na śródtarczce sięgają jej wierzchołka. Na pozatułowiu para bocznych kili. Trzecia żyłka medialno-radialna obecna na przednich skrzydłach. Długość pokładełka w przybliżeniu dwukrotnie większa od głębokości metasomy w jej części wierzchołkowej.
Według Fauna Europaea w Europie występuje 21 gatunków. Z terenu Polski do 2004 roku wykazano 7 gatunków.
Do przedstawicieli podrodzaju należą m.in.:
- Netelia ahngeri (Kokujev 1906)
- Netelia alpina (Rudow 1886)
- Netelia amamiensis Konishi, 2005
- Netelia arabs (Strand 1911)
- Netelia atlantor Aubert, 1971
- Netelia atra Tolkanitz, 1999
- Netelia denticulator Aubert, 1968
- Netelia dilatata (Thomson 1888)
- Netelia facialis Kaur et Jonathan, 1979
- Netelia formosana (Matsumura, 1912)
- Netelia fulvator Delrio, 1971
- Netelia fuscicornis (Holmgren 1860)
- Netelia gotoi Konishi, 2005
- Netelia grumi (Kokujev, 1906)
- Netelia infractor Delrio, 1971
- Netelia kusigematii Konishi, 2005
- Netelia kyushuensis Konishi, 2005
- Netelia melanura (Thomson, 1888)
- Netelia meridionator Aubert 1960
- Netelia nigricans (Kriechbaumer 1898)
- Netelia nigrinota (Uchida, 1928)
- Netelia nigritarsalis Konishi, 2005
- Netelia nigriventris (Brullé, 1846)
- Netelia nomurai Konishi, 2005
- Netelia ocellaris (Thomson, 1888)
- Netelia oharai Konishi, 2005
- Netelia opacula (Thomson, 1888)
- Netelia orientalis (Cameron, 1905)
- Netelia paramelanura Tolkanitz 1981
- Netelia praevalvator Delrio 1971
- Netelia rapida Tolkanitz, 1981
- Netelia rufescens (Tosquinet 1896)
- Netelia semenowi (Kokujev 1899)
- Netelia silantjewi (Kokujev, 1899)
- Netelia takaozana (Uchida, 1928)
- Netelia testacea (Gravenhorst, 1829)
- Netelia unicolor (Smith, 1874)
- Netelia vegeta Tolkanitz, 1981
- Netelia vinulae (Scopoli, 1763)